# Philodromus aliensis
Philodromus aliensis là một loài nhện trong họ Philodromidae.
Loài này thuộc chi Philodromus. Philodromus aliensis được Hồ Tiên Túc miêu tả năm 2001.